# Morris Louis Bernstein
Morris Louis Bernstein, més conegut com a Morris Louis (Baltimore, 28 de novembre de 1912 - Washington DC, 7 de setembre de 1962), va ser un pintor estatunidenc. Durant els anys 50 del segle xx va ser un dels primers exponents de l'anomenat Color Field Painting, un vessant de l'expressionisme abstracte defensada per Clement Greenberg. A més, junt amb Kenneth Noland i altres pintors de Washington DC, Louis va fundar un moviment conegut com la Washington Color School.
Format al Maryland Institute College of Art, va abandonar els estudis abans de completar el programa, i durant un temps va mantenir el seu treball pictòric a base de treballs informals. L'any 1935 era el president de l'associació d'artistes de Baltimore, i entre 1936 i 1940 va viure a Nova York, on treballà en projectes de la Works Progress Administration. En aquest període conegué Arshile Gorky, David Alfaro Siqueiros i Jack Tworkov. Va ser llavors quan va decidir elidir el seu segon cognom quan es donava a conèixer.

## Color Field Painting
Louis va tornar a Baltimore l'any 1940, on donava classes particulars. L'any 1948 va encapçalar l'ús d'una pintura acrílica a base de resina, comercialment anomenada Magna i elaborada expressament per ell per Leonard Bocour i Sam Golden. L'any 1952 es va traslladar a Washington DC, on va treballar pràcticament sol. Ara bé, durant aquell temps va contactar amb un grup d'artistes on s'incloïen Kenneth Noland, Gene Davis, Tom Downing, Howard Mehring, Anne Truitt i Hilda Thorpe, que esdevingueren el nucli central del Color Field Painting. En contrast a altres aproximacions pictòriques de les dècades dels 50 i dels 60, els artistes emmarcats en el Color Field Painting tenen una concepció molt simplificada de l'obra acabada. Aquests artistes aprofundien en les propostes de Jackson Pollock, Barnett Newman, Clyfford Still, Mark Rothko, Robert Motherwell o Ad Reinhardt, i Louis evita el treball gestual i compositiu del dibuix per centrar-se a donar protagonisme a grans àrees de tela sense pintar i a grans plans de pintura rebaixada amb aiguarràs. Louis utilitzava colors intensos i composicions repetitives, i treia profit de l'efecte expressiu i psicològic dels plans. Una de les seves sèries més destacades de Color Field Painting és la titulada Unfurleds.

## La influència de Helen Frankenthaler
Tots els artistes vinculats al Color Field Painting estaven familiaritzats amb els clàssics problemes de l'espai pictòric i la condició plana dels diversos plans de les obres. L'any 1953, Louis i Kenneth Noland van visitar l'estudi de Helen Frankenthaler a Nova York, on quedaren impressionats per les seves pintures de taques. Quan tornaren a Washington, ambdós experimentaren amb diverses tècniques d'aplicació de pintura: de manera característica, Louis aplicava sobre la tela sense preparació prèvia tot de pintura extremadament diluïda amb aiguarràs, deixant-la fluir per la superfície inclinada de la tela. D'aquesta manera es produïen suggestives veladures de color i el pigment s'integrava amb la tela, en lloc de quedar per sobre d'ella. A diferència de Frankenthaler, Louis evitava utilitzar el pinzell i deixava fluir lliurement la pintura. Aquestes obres es coneixen com els Veils (Vels).
L'any 1954, Louis va produir Veils més madurs, consolidats, que es caracteritzen per capes superposades de color quasi transparent abocades al damunt de teles amb bastidor o sense. D'aquesta manera, Louis aconseguia generar onades de colors brillants que es combinaven en diverses capes, i on els colors emprats solen fer-se visibles als extrems de les obres. En una altra sèrie relacionada amb aquesta tècnica, Louis disposava els colors purs en línies paral·leles que anaven d'una banda a l'altra de la tela, generant efectes que recorden l'arc de Sant Martí.